# Depurador de aspersión con deflector

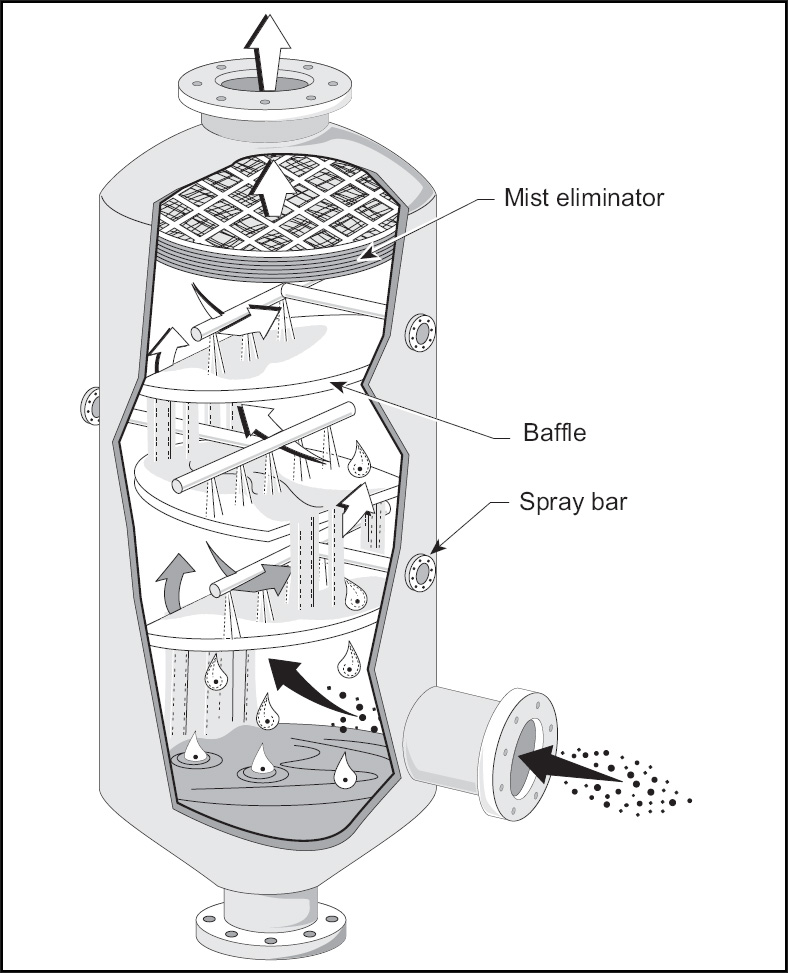
Figura 1 - Depurador de aspersión con deflector, (de arriba hacia abajo) removedor de niebla, deflector, barra de aspersión. El gas contaminado entra por el tubo inferior y sale por el superior.

Un depurador de aspersión con deflector es una tecnología para el control de la contaminación. Es muy similar a una torre de rociado en el diseño y el funcionamiento. Sin embargo, en adición usan la energía provista por los inyectores de aspersión, y se le agrega un deflector que direcciona el gas hacia los pulverizadores a medida que este recorre el aparato.
Un depurador con deflector simple se muestra en la Figura 1. El líquido rociado captura los contaminantes, y también remueve las partículas recolectadas por los deflectores. Además los deflectores incrementan ligeramente la pérdida de carga del sistema.
Este tipo de tecnología es parte de un grupo de dispositivos de control de contaminación del aire llamados colectivamente como depuradores húmedos.
Un gran número de diseños de depuradores húmedos usan la energía del flujo de gas y de la corriente del líquido para recolectar los contaminantes. Muchas de estos diseños y combinaciones están disponibles comercialmente.
Un innumerable cantidad de diseños de depuradores se han desarrollado cambiando el sistema geométrico e incorporando paletas, inyectores y deflectores.